# Права інтерсекс-людей

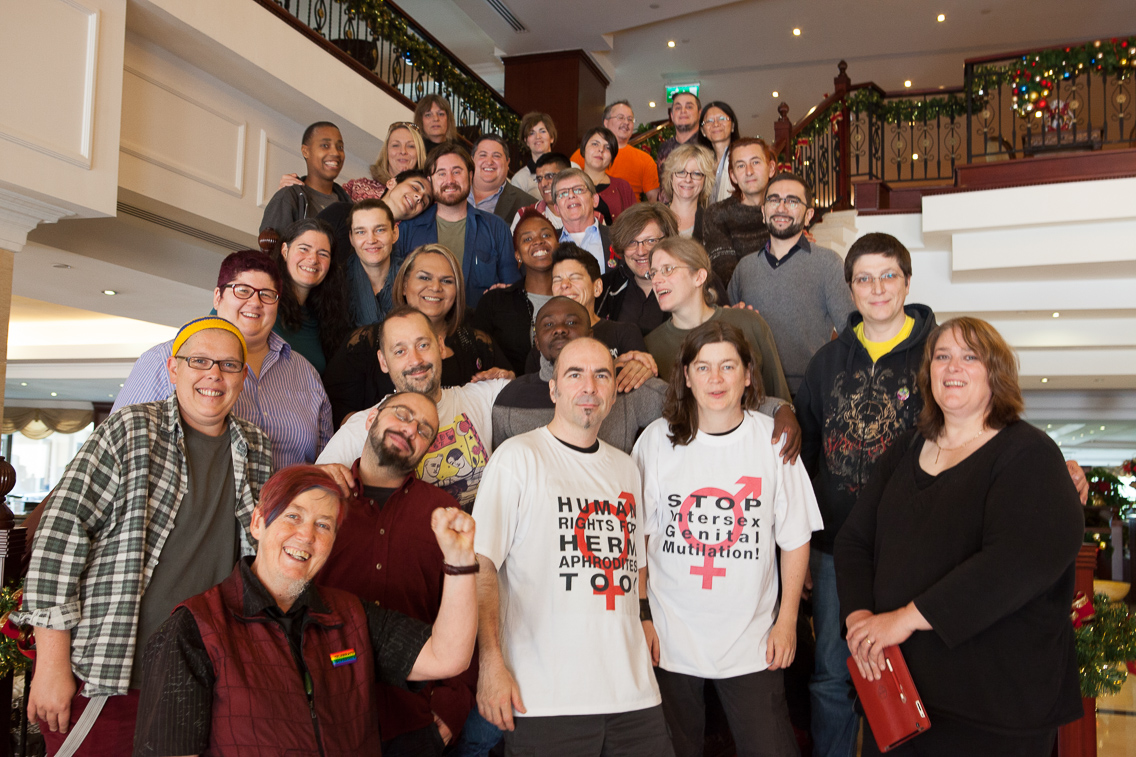
Учасники третього Міжнародного форуму Intersex, Мальта, у грудні 2013 року

Інтерсекс-люди народжуються із статевими ознаками, такими як хромосоми, статеві залози або статеві органи, які, за даними Управління Верховного комісара ООН з прав людини, «не відповідають типовим бінарним уявленням про чоловічі та жіночі тіла».
Інтерсекс-люди стикаються із стигматизацією та дискримінацією від народження, особливо коли видно інтерсекс-варіацію. У деяких країнах (особливо в Африці та Азії) це може включати дітовбивство та стигматизацію сімей. Матерів у Східній Африці можуть звинуватити у чаклунстві, а народження інтерсексної дитини можна описати як прокляття.
Інтерсексні немовлята та діти, такі як діти з неоднозначними зовнішніми статевими органами, можуть бути хірургічно та / або гормонально змінені, щоб відповідати прийнятним статевим характеристикам. Однак це вважається суперечливим, оскільки не має доказів хороших результатів. Такі процедури можуть передбачати також стерилізацію. Дорослі, в тому числі елітні спортсменки, також були предметами такого лікування. Ці заяви все частіше визнаються порушеннями прав людини, із заявами агентств ООН, парламенту Австралії  а також німецьких та швейцарських етичних інститутів. Організації інтерсекс-людей також випускали спільні заяви протягом декількох років, включаючи декларацію Мальти третього Міжнародного форуму інтерсекс-людей.
Впровадження захисту прав людини в законодавство та регулювання прогресувало повільно. У 2011 році Крістіан Феллінг (Christiane Völling) виграла першу успішну справу проти хірурга за хірургічне втручання без згоди. У 2015 році Рада Європи вперше визнала право інтерсексних осіб не проходити лікування за призначенням статі. У квітні 2015 року Мальта стала першою країною, яка заборонила несамовиті медичні втручання з метою модифікації статевої анатомії, в тому числі інтерсексних людей.
Інші права та правові питання, включаючи право на життя, захист від дискримінації, захист прав та компенсації, доступ до інформації та юридичне визнання.  Наразі небагато країн захищають людей від статевих груп від дискримінації.
4 квітня 2024 року Рада ООН з прав людини ухвалила першу резолюцію про захист прав інтерсекс-людей.

## Інтерсекс та права людини
Дослідження вказують на зростаючий консенсус щодо того, що різнобічні інтерсексні тіла є нормальними - проте, порівняно рідкісними - формами людської біології, а правозахисні установи посилюють контроль за медичною практикою та проблемами дискримінації інтерсексних людей. Перше міжнародне пілотне дослідження 2013 року. Права людини між статями, Дан Крістіан Гаттас (Dan Christian Ghattas)  виявив, що інтерсексні люди піддаються дискримінації у всьому світі.
Рада Європи виділяє кілька проблемних областей:
- Рівне право на життя та профілактику медичних процедур без усвідомленої згоди, включаючи лікування, яке вважається непотрібним;
- Видалення Інтерсексу як виліковного медичного стану, але такого, що може проходити медичне лікування за усвідомленою згодою
- Рівне ставлення за законом; включаючи конкретні правові положення, подібні до інших охоплених класів;
- Доступ до інформації, медичних карток, консультацій та підтримки;
- Самовизначення у визнанні статі шляхом швидкого доступу до офіційних документів.[13]

## Фізична цілісність і тілесна автономність

Юридична заборона медичних втручань без згоди
Нормативне припинення медичних втручань без згоди

Люди Інтерсексу стикаються з дискримінацією від народження.
Медичні втручання без згоди на зміну статевих характеристик інтерсексуальних людей проводяться у всіх країнах, де досліджувались права людини інтерсексних людей. Такі заходи критикуються Всесвітньою організацією охорони здоров’я, іншими органами ООН, такими як Управління Верховного комісара з прав людини, та дедалі більшою кількістю регіональних та національних установ. У країнах з низьким та середнім рівнем доходу вартість медичного обслуговування може обмежувати доступ до необхідного медичного лікування одночасно з тим, що інші особи отримують примусові медичні втручання.
Зазначено, що деякі права постраждали від стигматизації та примусових медичних втручань щодо неповнолітніх:
- право на життя.[13]
- право на приватне життя, включаючи право на особисту автономію чи самовизначення щодо лікування.[10][11]
- заборони катувань та іншого жорстокого, нелюдського та такого, що принижує гідність, поводження.[8]
- право на фізичну недоторканність  та / або тілесну автономію.[15][20]
- крім того, найкращим інтересам дитини не можуть сприяти хірургічні операції, спрямовані на сімейну та соціальну інтеграцію.

### Звіти про права людини

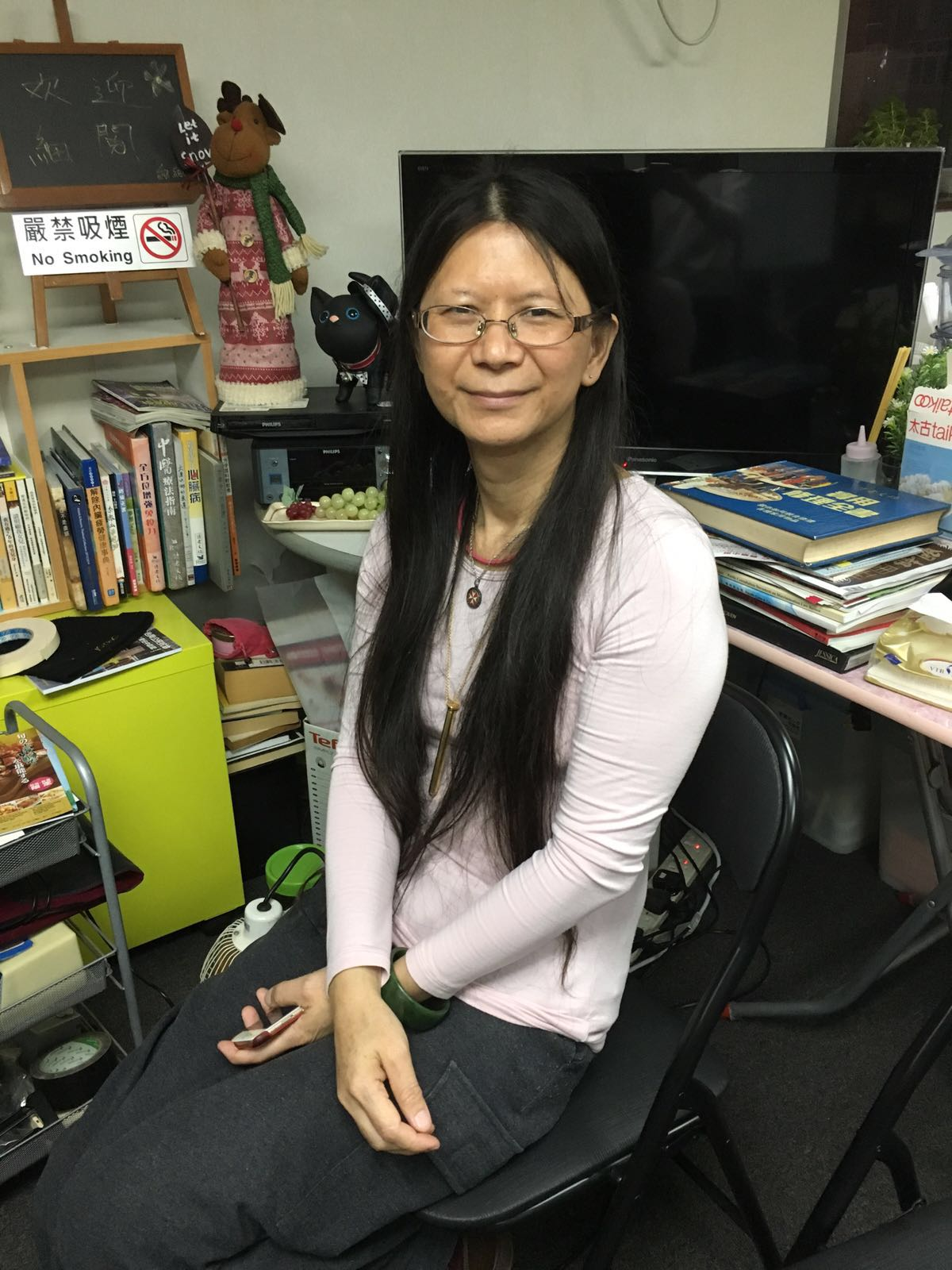
Гонконгська інтерсекс-активістка Смол Люк

В останні роки права Інтерсексу стали предметом доповідей кількох національних та міжнародних установ. Сюди входять Швейцарська національна консультативна комісія з біомедичної етики (2012 р.), спеціальний доповідач ООН з питань катувань та інших жорстоких, нелюдських або таких, що принижують гідність, поводжень або покарань (2013 р.)  та сенат Австралії (2013 р.). У 2015 році Рада Європи, Управління Верховного комісара ООН з прав людини та Всесвітня організація охорони здоров’я також вирішили цю проблему. У квітні 2015 року Мальта стала першою країною, яка заборонила примусові медичні втручання. У тому ж році Рада Європи стала першою установою, яка заявила, що інтерсекс-люди мають право не проходити втручання щодо визначення статі.
У 2017 році правозахисні неурядові організації Amnesty International  та Human Rights Watch  опублікували основні звіти про права дітей з інтерсексними станами.
У квітні 2015 року Мальта стала першою країною, яка заборонила медичні втручання, що не допускаються за згодою, згідно із Законом про гендерну ідентичність та вираження статі. Закон визнає право на тілесну цілісність та фізичну автономію, чітко забороняючи модифікацію статевих ознак дітей внаслідок соціальних факторів:
У січні 2016 року Міністерство охорони здоров'я Чилі наказало призупинити непотрібне нормалізаційне лікування для інтерсексних дітей, включаючи незворотні операції, до досягнення ними віку, коли вони зможуть приймати рішення самостійно.

## Захист від дискримінації

Захист за ознаками статі (Боснія і Герцеговина, Фінляндія, Греція, Мальта, Португалія)
Захист на основі статусу інтерсекс (Австралія, Джерсі)
Захист за ознаками інтерсексу в межах ознаки статі (Південна Африка)

На сьогоднішній день кілька юрисдикцій забезпечують захист від дискримінації для інтерсекс-людей. Південно-Африканська Республіка була першою країною, яка додала інтерсекс до законодавства як частину ознаки "стать". Австралія була першою країною, яка додала незалежний атрибут "інтерсексний статус". Мальта була першою, хто прийняв більш широкі рамки "статевих ознак" через законодавство, яке також припинило зміни статевих ознак неповнолітніх, здійснені з соціальних та культурних причин. У Боснії і Герцеговині, визначено як "статеві ознаки". Греція забороняє дискримінацію та злочини на ґрунті ненависті на основі "статевих ознак" з 24 грудня 2015 року 

### Працевлаштування
Австралійське опитування 2015 року серед людей, які народилися з нетиповими статевими ознаками, виявило високий рівень бідності, крім дуже високого рівня дострокового залишення школи та вищих за середній рівень інвалідності. У посібнику роботодавців щодо інтерсексної інклюзії, опублікованому Pride in Diversity та організацією Intersex International Australia, також розкриваються випадки дискримінації при працевлаштуванні.

### Охорона здоров'я
Захист від дискримінації перетинається з примусовим лікуванням. Мальтійський захист за статевими ознаками забезпечує чіткий захист від непотрібних та шкідливих модифікацій статевих ознак дітей.
У травні 2016 року Міністерство охорони здоров'я та соціальних служб США опублікувало заяву, в якій роз'яснював Розділ 1557 Закону про доступну медичну допомогу, в якому зазначається, що Закон забороняє "дискримінацію за ознаками інтерсексних ознак або нетипових статевих ознак" у державному фінансуванні охорони здоров'я як частину заборони дискримінації "за ознакою статі".

### Спорт
У 2013 році в медичному журналі було розкрито, що чотири неназвані елітні спортсменки з країн, що розвиваються, були піддані гонадектомії (стерилізація) та частковій кліторидектомії (каліцтво жіночих статевих органів) після того, як тестування тестостерону показало, що вони мають інтерсексний стан. Тестування на тестостерон було запроваджено внаслідок справи Кастер Семеня, південноафриканської бігунки, яка пройшла тестування завдяки своїй зовнішності.
Немає доказів того, що вроджена гіперандрогенія у жінок-спортсменок надає перевагу в спорті.